# Клинтон (деревня, Мичиган)
Клинтон — деревня в округе Ленави в районе Ирландских холмов штата Мичиган, США. Деревня расположена в Клинтоне.
И деревня, и городок названы в честь де Витта Клинтона, губернатора Нью-Йорка с 1817 по 1823 год. Нынешний президент совета Клинтон - Дорис Кемнер.

## География
По данным Бюро переписи населения США, деревня имеет общую площадь 1,87 квадратных миль (4,87 км²), из которых 1,84 квадратных мили (4,77 км²) — это земля, а 0,04 квадратных мили (0,10 км²) — вода.

## Демография
| 1870 | 1880 | 1890 | 1900 | 1910 | 1920 | 1930 | 1940 | 1950 | 1960 | 1970 | 1980 | 1990 | 2000 | 2010 |
| ---- | ---- | ---- | ---- | ---- | ---- | ---- | ---- | ---- | ---- | ---- | ---- | ---- | ---- | ---- |
| 680  | 752  | 927  | 1038 | 1011 | 961  | 1026 | 1126 | 1344 | 1481 | 1677 | 2342 | 2475 | 2293 | 2336 |

## История
Клинтон был включен в состав США как деревня в 1837 году.

## Образование
У Клинтона есть школьная система (общественные школы Клинтона), в которой примерно 1200 учеников посещают классы PreK-12.

## Достопримечательности
Железнодорожный музей Southern Michigan Railroad Society в Клинтоне, штат Мичиган, США.

## Основные магистрали
- США 12
- M-52 (пересечение дороги к западу от Клинтона)